# Apanteles pertiades
Apanteles pertiades är en stekelart som beskrevs av Nixon 1965. Apanteles pertiades ingår i släktet Apanteles och familjen bracksteklar. Inga underarter finns listade i Catalogue of Life.